# Iram
Pour les articles homonymes, voir IRAM.
Iram cité des piliers (arabe : إرَم ذات العماد, Iram ḏāt al-ʿimād), également appelée Irem, Ubar, Wabar ou la Cité des mille piliers, est une cité perdue qui serait située dans la Péninsule arabe.

## Dans la littérature

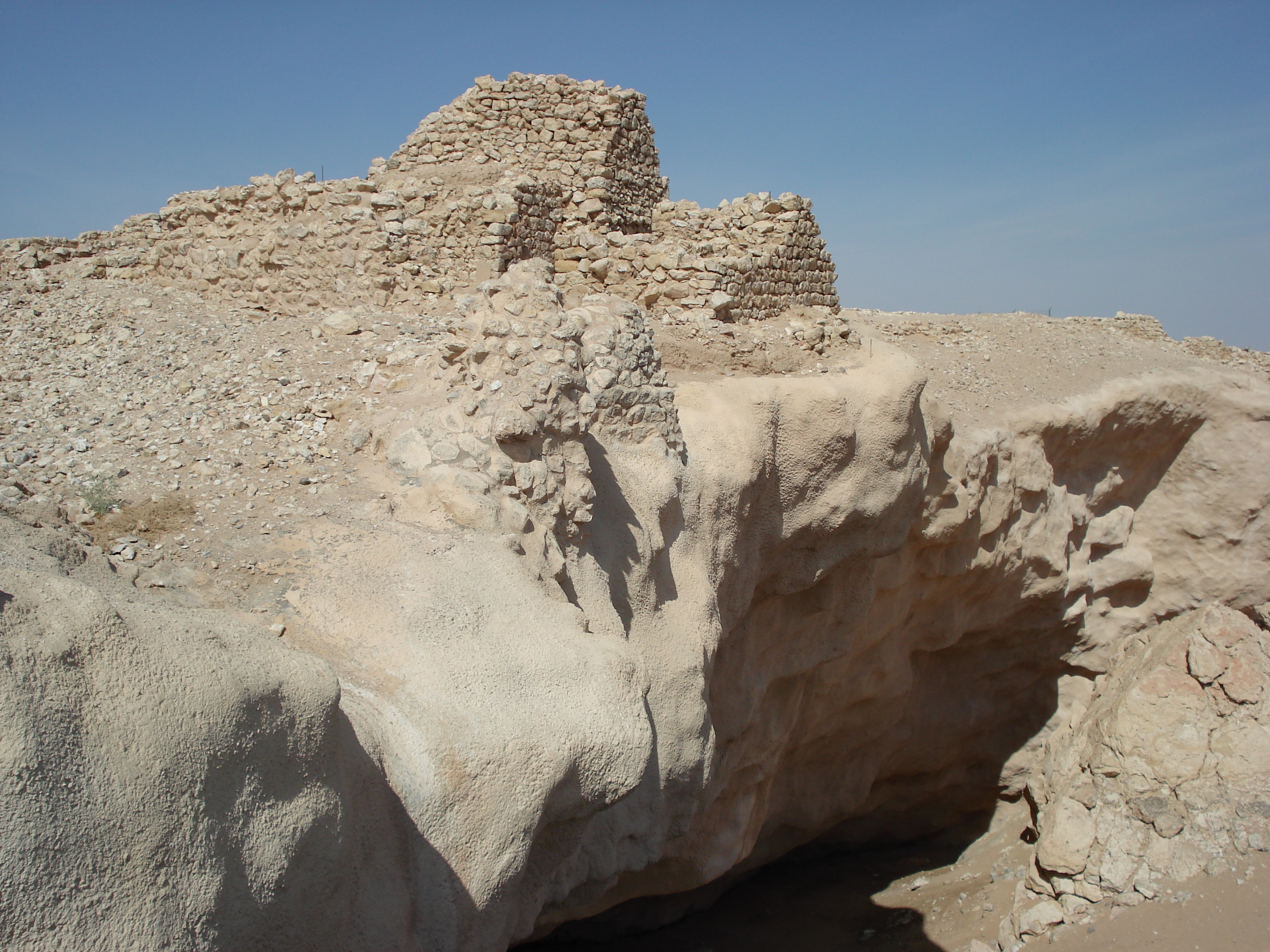
Les ruines de l'oasis Ubarite.

### Le Coran
Iram est mentionnée dans la sourate 89 du Coran (al-Fajr), à côté d'autres puissances ayant subi les foudres de Dieu. Il s'est développé autour de cette référence toute une littérature en faisant une ville bâtie par le roi Cheddad (en) de la tribu de ʿĀd, descendante de Noé.

Les légendes reprennent le thème du châtiment des ʿĀd n'écoutant pas les avertissements du prophète Houd. Elles en font une ville riche et décadente détruite par un vent mugissant et furieux, châtiment d'Allah :
Ne vois-tu pas à quoi Dieu a réduit le peuple d’Ad,

Qui habitait Irem aux grandes colonnes,

Ville dont il n’existait pas de pareille dans aucun pays ?

À quoi il a réduit les Thémoudites qui taillaient leurs maisons en roc dans la vallée,

Et Pharaon, inventeur du supplice des pieux ?
— Le Koran (1869, trad. Albert Kazimirski de Biberstein) (lire en ligne)

### Les Mille et Une Nuits
La légende de la cité d'Iram parvint aussi à la civilisation européenne grâce à un conte des Mille et une nuits, intitulé différemment selon les éditions. Dans Contes inédits des mille et une nuits (1828) de Guillaume-Stanislas Trébutien, il est présenté sous le titre Le Paradis terrestre, ou la ville de Schedad, fils d'Ad, parmi une liste d'anecdotes sur divers sujets. Dans la version de Richard Francis Burton publiée en 1885, il est intitulé The city of many columned Iram and Abdullah son of Abi Kilabah. Dans la version de Jamel Eddine Bencheikh et André Miquel (2005), il s'appelle Conte de 'Abd Allâh ben Abî Qilâba. Enfin, dans l'Encyclopédie des Mille et Une Nuits (Arabian Nights Encyclopedia), il est répertorié sous le numéro ANE 70 et sous le nom Iram and ‘Abdallâh ibn Abî Qilâba; The City of Many-columned.

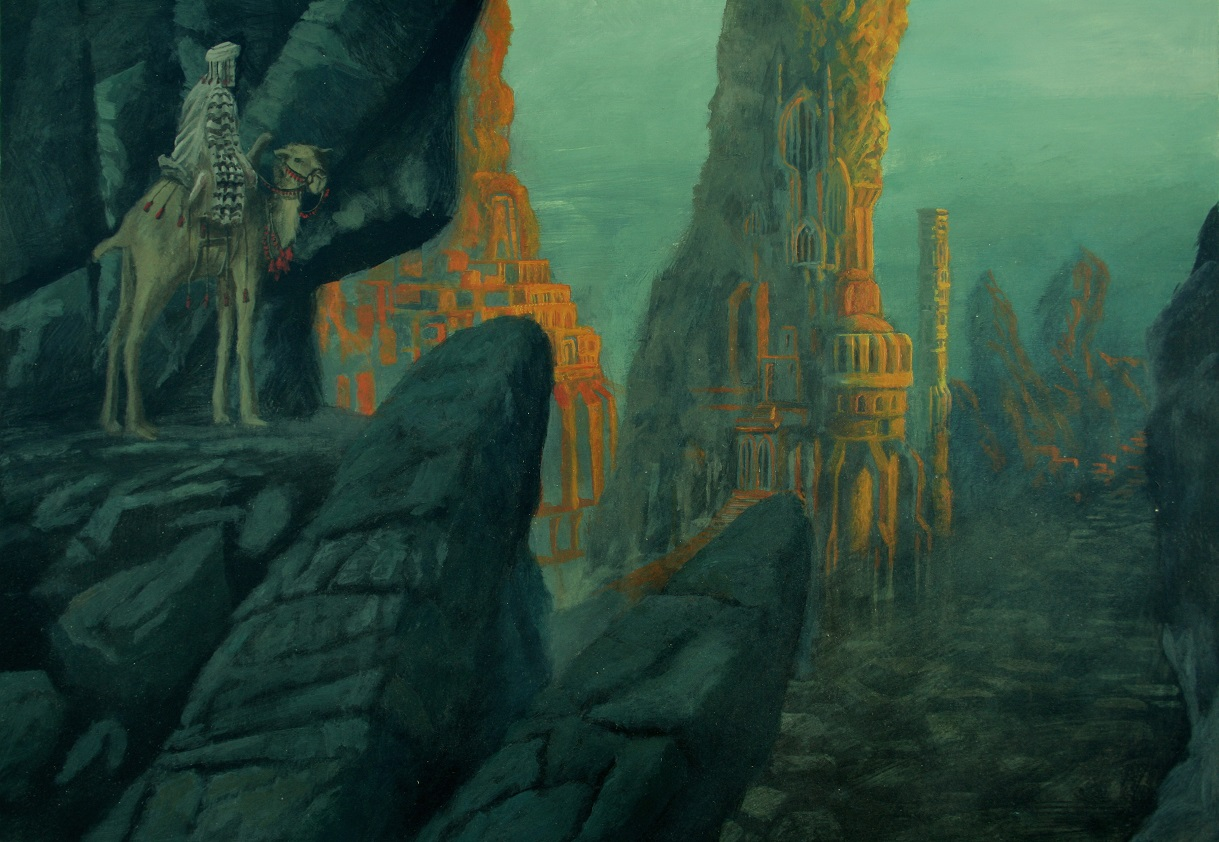
Concept de l'image romantique d'Irem/Iram, la Cité des Piliers, de la mythologie arabe.

Il raconte l'histoire de 'Abd Allâh ben Abî Qilâba, qui partit un jour chercher ses chameaux qui s'étaient égarés. Passant par les déserts du Yémen et le pays de Saba, il aperçut une immense ville, d'une taille à peu près égale à celle de Médine, entourée d'un énorme mur ponctué de châteaux très hauts. En s'en rapprochant, il découvrit qu'elle était déserte. Descendant de sa chamelle, puis longeant le rempart, il découvrit deux portes dépassant en dimension toutes les autres du monde, plaquées d’hyacinthes et autres pierres précieuses blanches, rouges et vertes. Lesdits châteaux comprennent plusieurs galeries, toutes faites d'or et d'argent incrustés d'hyacinthes, de topazes, de perles et de pierreries bigarrées. Le sol est pavé de grosses perles et de petites sphères de musc, d'ambre et de safran. Ne trouvant personne, il monte au sommet des châteaux et de leurs balcons, d'où il voit des ruisseaux, des allées bordées d'arbres remplis de fruits, de hauts palmiers et des murs de brique d'or ou d'argent. Il se crut au Paradis. Il prend alors toutes les richesses qu'il put, puis revient chez lui où il narre cette aventure. Mu'âwiya ibn Abî Sufyan, calife au Hedjaz, en entend parler. Il écrit alors à son gouverneur, à San'â' du Yémen, de convoquer le chamelier pour en savoir plus. L'homme leur raconte à tous les deux son histoire et, face à leur incrédulité, leur montre pour preuve ses trésors, bien que le musc, l'ambre et le safran aient perdu de leur parfum et les perles aient jauni, leur couleur s'étant altérée. Vivement étonné, le calife convoque le théologien Ka'b al-Ahbâr pour savoir si la fameuse ville existait.
Le savant répond qu'il s'agit de « Iram-aux-Colonnes, dont aucun pays n'a vu créer la pareille ». Elle fut construite par Shaddâd (en), le fils de 'Âd le grand. Ce dernier avait deux fils, Shaddîd et Shaddâd, qui régnèrent sur le pays à sa mort. Tous les rois du monde lui étaient soumis. Son frère mort, Shaddâd régna seul sur le monde. Passionné par la lecture des livres anciens, il y découvrit l'au-delà, le paradis et ses châteaux, ses balcons, ses arbres, ses fruits... Il décida alors d'édifier sur terre quelque chose qui y ressemble. Les cent mille rois à ses ordres, qui dirigent chacun cent mille intendants, lesquels chapeautent cent mille soldats. Il les convoqua et leur ordonna de chercher la meilleure plaine, la plus vaste, sur laquelle serait bâtie une ville d'or et d'argent, au sol de topazes, de hyacinthes. Les arcades devaient reposer sur des colonnes de topaze et d'hyacinthes. La ville devait regorger d'arbres aux fruits variés prêts à mûrir, sous lesquels devaient couler l'eau vive en des canaux d'or et d'argent. Il envoya ses serviteurs de par le monde récolter toutes les richesses nécessaires. Il écrivit aussi à tous les rois de la terre, pour qu'ils ordonnent aussi à leurs hommes d'en faire autant, jusqu'au fond des mers. Les trois cent soixante rois les plus puissants du monde amassèrent tout cela en vingt ans. Quant aux architectes, savants, maçons et artisans de tous les pays découvrirent une plaine vaste et agréable, sans collines ni montagnes, aux sources jaillissantes et eaux vives : ils estimèrent que cet endroit convenait parfaitement aux desseins du roi. Puis, ils bâtirent la ville à partir de métaux et pierres précieuses, comme la cornaline, livrés par vaisseaux et chameaux. Les travaux les occupèrent trois cent ans. Puis, ils informèrent le roi de la fin des travaux. Il leur ordonna alors de bâtir autour de la ville une enceinte très haute et solide, ponctuée de mille châteaux, au pied desquels sera fixé un étendard chacun. Ainsi, chacun d'entre devait être occupé par un de ses vizirs. Ces nouveaux travaux prirent vingt ans. La même durée fut nécessaire aux préparatifs du déménagement du roi et de tous les sujets qu'il désirait emmener avec lui. Mais, alors que ce groupe parvint à une étape de la ville, Dieu fit tomber, du ciel de sa puissance, sur le roi et sa troupe d'impies négateurs, un cri, une immense voix qui les fit tous périr. Puis, il effaça toute trace de la route qui y menait et elle demeure, depuis, ainsi en place jusqu'au jour de la Résurrection. Émerveillé par le récit de cette légende, Mu'âwiya demande alors à Ka'b s'il se pouvait qu'un homme ne parvienne jamais à cette ville. L'autre lui répond que ce sera l'un des compagnons de Muhammad et il ressemblera à celui qui trône ici.

Le conte poursuit en disant que, selon ash-Sha'bî, qui cite lui-même les savants de Himyar, au Yémen, on raconte que lorsque le cri eut frappé à mort le roi et ses sujets, le royaume échut à son fils, Shaddâd le jeune. Celui-ci fut désigné par son père, avant son départ, comme lieutenant pour le royaume de Hadramawt et Saba. Découvrant la mort du souverain, il fit transporter son corps jusqu'à Hadramawt, où il fut enseveli dans une fosse dans une caverne, sur un lit d'or recouvert de soixante-dix vêtements d'apparat tissés d'or et incrustés de pierres précieuses, avec, à la tête du mort, une plaque posée où étaient gravés ces vers :
Médite, homme qu'égare une trop longue vie !

   J'étais Shaddâd ibn 'Âd, maître de la forteresse aux colonnes,

Maître de la puissance, et de la force, et du plus grand pouvoir.

   Les peuples de la terre étaient tous sous ma loi, ils craignaient mon joug, mes menaces.

J'ai été roi de l'Orient et de l'occident, mon autorité fut extrême.

   Des hommes de bon conseil me montraient le droit chemin,

Mais je me suis rebellé, j'ai fait l'éloge de ceux qui m'égaraient.

   Alors, un cri venu du fond de l'horizon m'a frappé,

Nous avons été jetés çà et là comme grains sur la plaine au temps de la moisson,

   et nous attendons, sous notre manteau de terre, le jour de la grande Menace.
Enfin, le conte dit que selon l'historien ath-Tha-âlibî, deux hommes entrèrent dans cette caverne. En son centre, ils trouvèrent un escalier, en bas duquel ils virent une fosse longue de cent coudées, large de quarante et profonde de cent. Au milieu était un lit d'or où reposait un homme d'une immense stature, occupant tout l'espace en long et en large. Il était recouvert de parures et de vêtements d'apparat tissés d'or et d'argent. À sa tête, ils trouvèrent ladite plaque, qu'ils volèrent, tout comme les baguettes d'or et d'argent, ainsi que les autres richesses qu'ils purent trouver.
Richard Francis Burton spécifie dans une note de sa version du conte que l'édition de Breslau des Mille et une nuits l'intitule « Histoire de Shaddád bin Ad et de la ville d’Iram aux colonnes ». Aussi, elle précise que le roi des premiers Adites qui, à qui le prophète Houd (évoqué par la sourate 11 du Coran (Hud)) avait promis un futur paradis, déclara impiement qu’il en construirait un dans ce monde. Elle cite aussi Ka’ab al-Ahbár comme autorité pour déclarer que le récit se trouve dans le « Pentateuque de Moïse ». Iram se trouvait à al-Yaman près d’Adan (notre Aden), un carré de dix parasanges de côté. Les murs étaient en briques rouges cuites de 500 coudées de haut et 20 de large, avec quatre portes de taille correspondante. Elle contenait 300 000 Kasr (palais) dotés chacun de mille piliers de jaspe cerclés d’or, etc. (d’où le nom de la ville). L’ensemble fut achevé en cinq cents ans et, lorsque Shaddad se prépara à y entrer, le « Cri de Colère » de l’Ange de la Mort le tua, lui et tous ses nombreux compagnons. Burton affirme avoir rencontré à Aden un Arabe qui avait vu « la mystérieuse cité aux confins d’Al-Ahkáf, le désert de sables profonds, à l’ouest de Hadramaout ; et il l’avait probablement vue, le mirage ou l’odeur du soleil prenant sa place ». Enfin, il propose de comparer avec cet autre conte des Mille et une nuits, « La Cité d’airain ».
André Miquel explique que l'intérêt de ce conte est de présenter en quelques pages l'histoire légendaire du peuple des Âd : leur impiété et leur démesure, symbolisées par les fastes de leur capitale, Iram. Derrière elle se profilèrent les souvenirs de l'ancien royaume de Saba. Comme ils refusèrent d'entendre l'appel des prophètes, ils furent anéantis par la colère divine, tout comme un autre peuple, les Thamûd.

### Les Contes de l'Alhambra

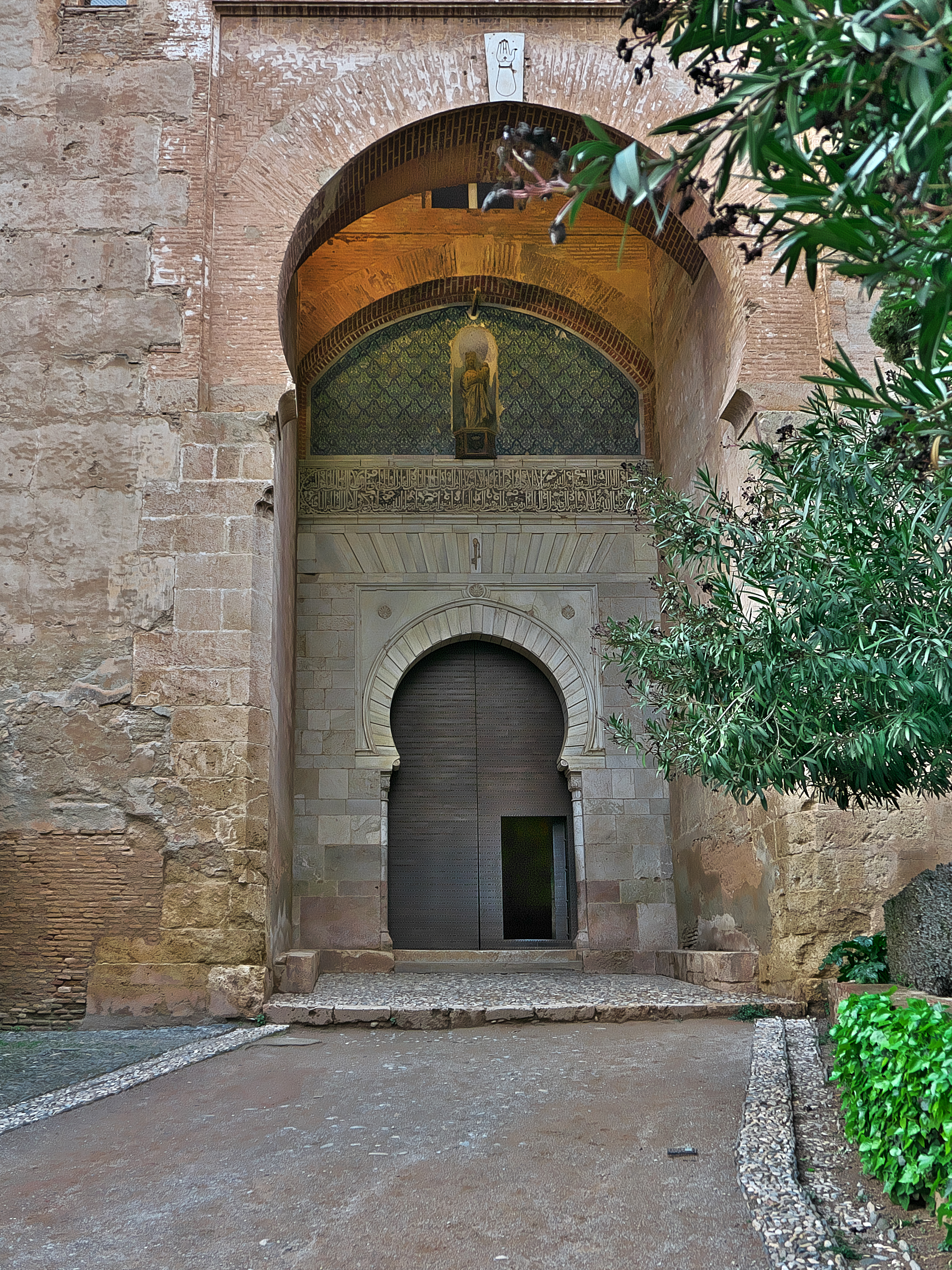
Porte de la Justice, ou Bab al-Shari'a, Alhambra.

Lors de son séjour dans l'Alhambra (Espagne), l'écrivain américain Washington Irving recueillit des contes qu'il publia dans son Les Contes de l'Alhambra (1832). Celui intitulé La légende de l'astrologue arabe évoque le jardin « d'Iran » (d'Iram), mentionné dans al-Fajr et par des pèlerins qui se sont rendus à La Mecque. Le site est qualifié de prodige de l'Arabie Heureuse (région d'Arabie), situé dans le désert d'Aden. Dans sa jeunesse, un astrologue égara un des chameaux de son père et, en le recherchant, s'endormit au pied d'un palmier, près d'un puits. En se réveillant, il vit qu'une ville était apparue. Dedans, il vit de nobles rues, des places et des marchés. Mais tout était silencieux et désert. Il erra jusqu’à découvrir un palais somptueux, avec un jardin orné de fontaines et d’étangs à poissons, de bosquets et de fleurs, et de vergers remplis de fruits délicieux. Mais, effrayé par cette solitude, il se hâta de partir. Après avoir franchi la porte de la ville, il se retourna pour regarder l’endroit : mais il ne le vit plus ; rien d’autre que le désert silencieux s’étendait devant ses yeux. Puis, il consulta un vieux derviche de son voisinage, instruit des traditions et des secrets du pays. L'homme lui expliqua que le jardin apparaît parfois au voyageur égaré, pour disparaître aussitôt. Autrefois, quand le pays était habité par les Addites, le roi Sheddad (en), fils d'Add, fonda là une magnifique cité. Une fois achevée, sa magnificence lui troubla la raison. Il décida d'y construire un palais avec des jardins qui rivaliseraient avec tout ce que le Coran dit du paradis céleste. Cependant, la malédiction d'Allah le punit de ses présomptions. Lui et ses sujets furent décimés. Sa cité fut placée sous un charme perpétuel par des génies, qui la dissimulent depuis à la vue de l'homme. Cependant, elle redevient visible à intervalles réguliers, afin de perpétuer le souvenir du péché du roi. Un astrologue, possédant un livre de magie du roi Salomon et ayant percé les secrets de la cité, fit construire une cité similaire cachée au reste du monde, cachée sous une colline. Au fil des siècles, l'Alhambra fut construit par-dessus et la Porte de la Justice, enchantée, protège l'accès à cette cité.

### T. E. Lawrence
Elle sera surnommée l’Atlantis des sables selon l’expression de T. E. Lawrence[réf. nécessaire].

## Tentatives d'identification
Elle fut parfois identifiée à Damas, à Alexandrie, considérée comme invisible ou qu'elle ait été déplacée de la Syrie au Yemen et au Hijaz. Parmi les commentateurs, certains se refusèrent à développer les aspects légendaires. C'est notamment le cas de Ibn Khaldoun, savant du 14e siècle, qui considère ces récits comme des fables et met même en question le fait que « Iram » ait désigné une ville : comme dans la traduction de Jacques Berque suivant Tabarî, le passage pourrait être lu « Iram au ferme poteau », Iram désignant alors une tribu réputée pour ses poteaux de tente.

## Recherches archéologiques
Des tablettes des archives d’Ebla mentionnent explicitement le nom d’Iram. En 1984, l'étude de photos du golfe Persique prises depuis la navette spatiale Columbia permet d'identifier les vestiges de plusieurs villes détruites tout le long de la route de l'encens. L’une d’entre elles, située à l’extrémité orientale d’Oman dans la province de Dhofar, nommée Ubar, est généralement identifiée comme étant Iram. Au début des années 1990, l'explorateur britannique Ranulph Fiennes fouille les ruines d'un fort datant du XVIe siècle et découvre, sous le fort, un point d’eau constitué d’une vaste caverne. Cette caverne se serait effondrée entre 350 av. J.-C. et 300 av. J.-C., bloquant ainsi l’accès à la source.[réf. nécessaire]
En 1992, l'archéologue amateur, Nicholas Clapp (en) émet l'hypothèse que la destruction de la cité aurait été provoquée par les puisages répétés pratiqués dans la nappe d’eau souterraine qui auraient entraîné l’effondrement de la cavité calcaire et consécutivement celle de la forteresse. La cité aurait été enfouie pour moitié dans une gigantesque doline puis abandonnée par ses habitants.[réf. nécessaire]
Il est vraisemblable qu'Ubar n’était pas le nom de la cité, mais celui de la région. Au IIe siècle, Ptolémée dresse une carte sur laquelle il nomme la zone Iobaritae (Ubarite en français). Par la suite, la légende se concentrera sur la ville et utilisera le nom de la région pour la désigner.

## Dans la fiction

### Littérature
- Dans l’œuvre de Howard Phillips Lovecraft, la cité est possiblement la Cité sans Nom. Cependant dans " Histoire du Necronomicon" lorsque H.P Lovecraft fait une biographie de Abdul Al Hazred, il semble que Lovecraft semble différencier Iram et la cité sans nom.
- La légende d'Ubar a également probablement inspiré Frank Herbert dans son roman Les Enfants de Dune[réf. nécessaire].
- Khalil Gibran lui consacre une brève pièce de théâtre, d'inspiration mystique, intitulée " Iram, cité des Hautes Colonnes " publiée en 1923.
- Le roman Tonnerre de Sable de James Rollins situe son action autour d'Iram et de ses mystères.
- Le roman de Daniel Easterman, Le Septième Sanctuaire, a pour cadre Iram, la ville aux mille colonnes.
- Dans le roman Les Puissances de l'invisible de Tim Powers, le héros Andrew Hale rencontre le surnaturel[pas clair] dans les cratères de Wabar, là où T. E. Lawrence et St. John Philby sont passés avant lui.

### Cinéma
- La Source de feu de Lansing C. Holden et Irving Piche, les personnages se rendent dans cette ville.

### Bande dessinée
- Dans L'Histoire secrète, Iram est décrite comme la ville mythique, la cité de Kor, recherchée par les Archontes pour l'immense pouvoir qui y serait caché.

### Jeux vidéos
- Le jeu Uncharted 3 (PlayStation 3 et 4) tourne autour de la quête de Nathan Drake pour retrouver Iram.
- Dans Aria, jeu de rôle écrit par FibreTigre, Irem est une cité renfermant de nombreux mystères.